# Biru (Majalaya)
Biru is een bestuurslaag in het regentschap Bandung van de provincie West-Java, Indonesië. Biru telt 14.679 inwoners (volkstelling 2010).